# Liste der Museen in Slowenien

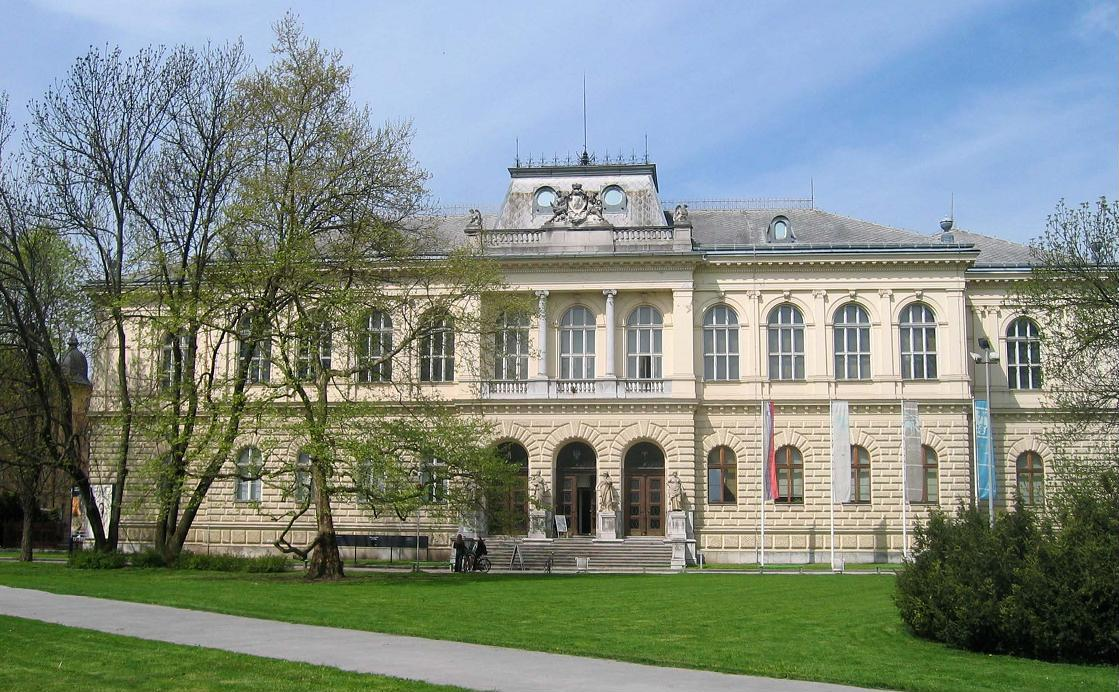
Gebäude des Slowenischen Nationalmuseums in Ljubljana

Dies ist die Liste ausgewählter Museen und Galerien in Slowenien.
Ausgewählt wurden Museen, Galerien und Museumssammlungen in Slowenien, die für die Öffentlichkeit zugänglich sind und deren Material professionell gepflegt wird. Die Mehrzahl wurde vom „Slowenischen Museumsverband“ anerkannt und in ihrem Führer zu slowenischen Museen und Galerien veröffentlicht.

## Museumsliste
| Slowenischer Name                                      | Deutscher Name                                                     | Ort                             | Gegr. | Web                                           | Weitere Standorte, Quellen |
| ------------------------------------------------------ | ------------------------------------------------------------------ | ------------------------------- | ----- | --------------------------------------------- | --- |
| Muzej za arhitekturo in oblikovanje                    | Architektur und Design-Museum Ljubljana                            | Ljubljana                       | 1972  | www.mao.si                                    | - Plečnik-Haus in Trnovo |
| Belokranjski muzej Metlika                             | Bela krajina Regionalmuseum Metlika                                | Metlika                         | 1951  | www.belokranjski-muzej.si                     | - Galerie Kambič in Metlika - Gedenkhaus Oton Županičič in Vinica - Museumshaus Semič - Stadtmuseum Črnomelj                                                                   |
| Dolenjski muzej Novo mesto                             | Dolenjska Regionalmuseum                                           | Novo Mesto                      | 1950  | https://www.dolenjskimuzej.si/si/             | - Jakac-Haus in Novo Mesto - Baza 20 im Kočevski Rog |
| Galerija Božidar Jakac, Kostanjevica na Krki           | Božidar Jakac Kunstmuseum                                          | Kostanjevica na Krki            | 1974  | www.galerija-bj.si                            | - Lamut's Kunstsalon - Jože Gorjup Gallery - Forma Viva Skulpturenpark |
| Galerija Murska Sobota                                 | Murska Sobota Kunstmuseum                                          | Murska Sobota                   |       | www.galerija-ms.si                            | -- |
| Galerija-Muzej Lendava                                 | Lendava Museum und Kunstgalerie                                    | Lendava                         | 1973  | www.gml.si                                    | - Bourgeoisie, Typography and Schirmmanufaktur in Lendava |
| Galerija Velenje                                       | Velenje Kunstmuseum                                                | Velenje                         | 1976  | www.galerijavelenje.si                        | -- |
| Gorenjski muzej Kranj                                  | Gorenjska Regionalmuseum                                           | Kranj                           | 1963  | www.gorenjski-muzej.si                        | -- |
| Goriški muzej                                          | Goriška Regionalmuseum                                             | Kromberk (Nova Gorica)          | 1952  | www.goriskimuzej.si                           | -- |
| Gornjesavski muzej Jesenice                            | Oberes Savetal Regionalmuseum                                      | Jesenice                        | 1954  | www.gmj.si                                    | -- |
| Mestni muzej Litija                                    | Litija Stadtmuseum                                                 | Litija                          | 2006  | www.muzejlitija.si/                           | -- |
| Kobariški muzej                                        | Kobarider Museum                                                   | Kobarid                         | 1990  | www.kobariski-muzej.si                        | -- |
| Koroška galerija likovnih umetnosti                    | Koroška Galerie der Bildenden Künste                               | Slovenj Gradec                  | 1957  | www.glu-sg.si                                 | - Galerie Slovenj Gradec - Galerie Ravne |
| Koroški pokrajinski muzej                              | Koroška Regionalmuseum                                             | Slovenj Gradec                  | 1951  | www.kpm.si                                    | - Partisanenlazarett Trška Gora |
| Loški muzej Škofja Loka                                | Škofja Loka Museum                                                 | Škofja Loka                     | 1939  | www.loski-muzej.si                            | -- |
| Lutkovno gledališče Maribor                            | Maribor Puppenmuseum                                               | Maribor                         | 2020  | muzej.lg-mb.si/en/                            | -- |
| Mednarodni grafični likovni center                     | Internationales Zentrum für Graphische Kunst                       | Ljubljana                       | 1986  | www.mglc-lj.si                                | -- |
| Medobčinski muzej Kamnik                               | Kamnik Regionalmuseum                                              | Kamnik                          | 1961  | --                                            | |
| Mestni muzej Idrija (muzej za Idrijsko in Cerkljansko) | Idrija und Cerkno Stadtmuseum                                      | Idrija                          | 1953  | www.muzej-idrija-cerkno.si                    | - Cerkno Museum in Cerkno - Partisanenkrankenhaus Franja |
| Mestni muzej Litija                                    | Litija Stadtmuseum                                                 | Litija                          | 2006  | www.muzejlitija.si/                           | -- |
| Muzej in galerije mesta Ljubljane                      | Ljubljana Stadtmuseum                                              | Ljubljana                       | 1935  | mgml.si                                       | - Archäologischer Park Emona, Ljubljana - Ivan-Cankar-Gedächtnisraum, Rožnik - Städt. Kunstgalerie Ljubljana - Cukrana-Galerie - Jakopič-Galerie - Tabakmuseum - Villa Zlatica |
| Mestni muzej Mengeš                                    | Mengeš Stadtmuseum                                                 | Mengeš                          | 1995  | www.muzej-menges.si                           | Info auf Museums.SI |
| Moderna galerija                                       | Slowenisches Museum für moderne Kunst                              | Ljubljana                       | 1947  | www.mg-lj.si                                  | -- |
| Muzej sodobne umetnosti Metelkova                      | Slowenisches Museum für zeitgenössische Kunst Metelkova            | Ljubljana                       | 2011  | mg-lj.si/en/visit/779/info_msum/              | -- |
| Muzej krščanstva na Slovenskem                         | Slowenisches Museum des Christentums                               | Kloster Stična (Ivančna Gorica) | 1991  | www.mks-sticna.si                             | -- |
| Muzej Ribnica                                          | Ribnica Museum                                                     | Ribnica                         | 1958  | www.muzej-ribnica.si                          | -- |
| Muzej na prostem Rogatec                               | Freilichtmuseum Rogatec                                            | Rogatec                         | 1981  | rogatec.si/muzej-na-prostem-rogatec/          | -- |
| Muzej narodne osvoboditve Maribor                      | Museum der Nationalen Befreiung Maribor                            | Maribor                         | 1958  | mnom.si                                       | -- |
| Muzej novejše zgodovine Celje                          | Celje Museum für Neuere Geschichte                                 | Celje                           | 1951  | www.muzej-nz-ce.si                            | -- |
| Muzej novejše zgodovine Slovenije                      | Slowenisches Museum für neuere Geschichte                          | Ljubljana                       | 1951  | www.muzej-nz.si/en/                           | -- |
| Muzej premogovništva Slovenije                         | Slowenisches Kohlenbergbaumuseum                                   | Velenje                         | 1957  | muzej.rlv.si                                  | -- |
| Muzej športa, Ljubljana                                | Sportmuseum                                                        | Ljubljana                       | 2000  | muzej-sporta.si                               | -- |
| Muzej Velenje                                          | Velenje Museum                                                     | Velenje                         | 1957  | www.muzej-velenje.si                          | -- |
| Muzej Vrbovec (Muzej gozdarstva in lesarstva)          | Vrbovec Museum für Forstwirtschaft Holzbearbeitung                 | Nazarje                         | 2001  | www.muzej-vrbovec.si                          | -- |
| Muzej Železniki                                        | Železniki Museum                                                   | Železniki                       | 1969  | jzr.si/muzej                                  | Info auf Museums.SI |
| Muzeji radovljiške občine                              | Radovljica Stadtmuseum                                             | Radovljica                      | 1974  | mro.si                                        | - Bienenzuchtmuseum - Stadtmuseum Radovljica - Galerie Šivec-Haus - Schmiedemuseum in Kropa - Gedenkstätte Schloss Katzenstein, Begunje                                        |
| Narodna galerija                                       | Slowenische Nationalgalerie                                        | Ljubljana                       | 1918  | www.ng-slo.si                                 | -- |
| Narodni muzej Slovenije                                | Slowenisches Nationalmuseum                                        | Ljubljana                       | 1921  | www.nms.si                                    | - Standort Muzejska ulica - Standort Metelkova Ljubljana - Schlossmuseum Bled - Schlossmuseum Snežnik - Archäologischer Park Ad Pirum Podkraj                                  |
| Notranjski muzej Postojna                              | Notranjska Regionalmuseum                                          | Postojna                        | 1947  | www.notranjski-muzej.si                       | -- |
| Obalne galerije Piran                                  | Piran Küstengalerien                                               | Piran                           | 1976  | www.obalne-galerije.si                        | -- |
| Pilonova galerija Ajdovščina                           | Ajdovščina Pilon-Galerie                                           | Ajdovščina                      | 1973  | www.venopilon.com                             | Information auf Museums.SI |
| Podzemlje Pece – Turistični rudnik in muzej            | Mežica Schaubergwerk und Museum                                    | Mežica                          | 1995  | www.podzemljepece.com                         | -- |
| Pokrajinski muzej Celje                                | Celje Regionalmuseum                                               | Celje                           | 1882  | www.pokmuz-ce.si                              | -- |
| Pokrajinski muzej Kočevje                              | Kočevje Regionalmuseum                                             | Kočevje                         | 1953  | www.pmk-kocevje.si                            | -- |
| Pokrajinski muzej Koper                                | Koper Regionalmuseum                                               | Koper                           | 1911  | www.pokrajinskimuzejkoper.si                  | -- |
| Pokrajinski muzej Maribor                              | Maribor Regionalmuseum                                             | Maribor                         | 1903  | museum-mb.si                                  | -- |
| Pokrajinski muzej Murska Sobota                        | Murska Sobota Regionalmuseum                                       | Murska Sobota                   | 1955  | pomurski-muzej.si                             | -- |
| Pokrajinski muzej Ptuj-Ormož                           | Ptuj-Ormož Regionalmuseum                                          | Ptuj                            | 1963  | www.pmpo.si                                   | - Schloss Ptuj - Altes Gefängnis Ptuj - Virtuelles archäologisches Museum, römische Ausgrabungen - Burg Ormož - Burg Großsonntag in Velika Nedelja - Mihelič-Galerie in Ptuj   |
| Pomorski muzej Sergej Mašera Piran                     | Maritimes Museum „Sergej Mašera“ Piran                             | Piran                           | 1954  | pomorskimuzej.si/                             | -- |
| Posavski muzej Brežice                                 | Posavje-Museum in Brežice                                          | Brežice                         | 1949  | www.pmb.si                                    | -- |
| Prirodoslovni muzej Slovenije                          | Slowenisches Museum für Naturgeschichte                            | Ljubljana                       | 1821  | www.pms-lj.si                                 | - Slowenisches Museum für Naturgeschichte Ljubljana - Botanischer Garten ‚Alpinum Juliana‘ in Trenta (Bovec)                                                                   |
| Slovenska kinoteka                                     | Slowenische Kinemathek                                             | Ljubljana                       | 1996  | www.kinoteka.si                               | -- |
| Slovenski etnografski muzej                            | Slowenisches Ethnographisches Museum                               | Ljubljana                       | 1923  | www.etno-muzej.si                             | -- |
| Slovenski gasilski muzej dr. Branka Božiča             | Slowenisches Feuerwehrmuseum                                       | Metlika                         | 1969  | www.belakrajina.si                            | -- |
| Slovenski gledališki muzej                             | Slowenisches Theatermuseum                                         | Ljubljana                       | 1952  | www.gledaliski-muzej.si                       | -- |
| Slovenski šolski muzej                                 | Slowenisches Schulmuseum                                           | Ljubljana                       | 1898  | www.ssolski-muzej.si                          | -- |
| Splošna knjižnica Ljutomer – OE Muzej                  | Ljutomer – Bibliotheksmuseum                                       | Ljutomer                        | 1981  | www.knjiznica-ljutomer.si                     | -- |
| Tehniški muzej Slovenije                               | Slowenisches Technikmuseum Sloweniens                              | Bistra (Vrhnika)                | 1951  | www.tms.si                                    | - Offenes Depot in Soteska |
| Tolminski muzej                                        | Tolmin Museum                                                      | Tolmin                          | 1950  | www.tol-muzej.si                              | -- |
| Tržiški muzej                                          | Tržič Museum                                                       | Tržič                           | 1952  | www.trziski-muzej.si                          | -- |
| Umetnostna galerija Maribor                            | Maribor Kunstgalerie                                               | Maribor                         | 1954  | www.ugm.si                                    | -- |
| Vojaški muzej Slovenske vojske                         | Slowenisches Militärmuseum                                         | Maribor                         | 2004  | www.vojaskimuzej.si                           | -- |
| Zasavski muzej Trbovlje                                | Zasavska-Museum Trbovlje                                           | Trbovlje                        | 1986  | zasavski-muzej-trbovlje.si/                   | -- |
| Celje-Center sodobnih umetnosti                        | Celje-Zentrum für zeitgenössische Kunst                            | Celje                           | 1993  | csu.si                                        | Infos auf visitcelje |
| Zemljepisni muzej GIAM ZRC SAZU                        | Geographisches Museum, Akademie der Wissenschaften (GIAM ZRC SAZU) | Ljubljana                       | 1946  | https://giam.zrc-sazu.si/sl/zemljepisni-muzej | -- |
| Železniški muzej Slovenskih železnic                   | Slowenisches Eisenbahnmuseum                                       | Ljubljana                       | 1981  | https://www.zelezniskimuzej.si/               | -- |